# Juan Magán
Pour les articles homonymes, voir Magan (homonymie).
Juan Magán est un chanteur, rappeur et disc jockey hispano-dominicain, né le 30 septembre 1978 à Badalone. Il est reconnu internationalement pour ses contributions à l'« electro latino »,.
En tant que remixeur, il a travaillé entre autres avec des artistes tels que Paulina Rubio, Juanes, Nelly Furtado, Dulce María, MJ, Pitbull, Michael Gray, Milk and Sugar, Bob Sinclar et Inna. Il est également connu pour des titres notables comme Mal de Amores Bailando por ahí, Te voy a esperar et No sigue modas. Entre 2007 et 2009, il forme un duo avec Marcos Rodríguez appelé Magán y Rodríguez.

## Biographie
Juan Magán s'intéresse à la musique en 1994, lorsqu’il commence à fréquenter les discothèques. Il débute avec un ordinateur, un échantillonneur et un synthétiseur analogique. En 2004, il lance ses propres musiques dans le registre latino et avec l’expérience, il forme deux ans après le groupe Guajiros del Puerto. Leur hit Veo Veo est un véritable succès dans toute l’Amérique latine.
Entre 2007 et 2009, il forme un duo avec Marcos Rodríguez appelé Magán y Rodríguez. Son premier album, Suave, créé avec Marcos Rodriguez en 2009 comprenait  Suck My - Suave, Bora Bora, Que levante la mano mi gente, El Globo, El Otro yo soy, Loco, Merenguito. En 2009, il publie une compilation aux labels (Vale Music / Universal Music Spain), comprenant Mariah (You Know I Want You) en featuring avec Lumidee, Yolanda (tú no) feat. Irmãos Verdades, Verano azul, ainsi que Bailando por ahi, un tube de merengue électronique. Ses singles Bora Bora et Verano azul sont certifiés double disque de platine.
En 2010, il fait un featuring sur le single d'Inna, Un momento. En 2011, il ressort une nouvelle version de Bailando por ahi, rebaptisée Bailando por el mundo avec Pitbull et El Cata. Il est aussi en featuring du single de Don Omar, Ella no sigue modas. En 2013, l'artiste Farruko enregistre un clip avec Juan Magan.
En 2015, il conçoit un tube d'été intitulé He llorado avec Gente de Zona. La même année, il se fait naturaliser dominicain. En mars 2016, il publie une nouvelle chanson intitulée Baila conmigo,. En octobre 2016, il publie une nouvelle chanson intitulée Quiero que sepas.

## Discographie

### Albums studio
- 2012 : The King of Dance
- 2015 : The King is Back (#LatinIBIZAte)
- 2016 : 3
- 2016 : Quiero Que Sepas
- 2019 : Reflexión
- 2019 : 4.0

### Singles
- 2006 : Veo Veo (avec Marcos Rodriguez)
- 2007 : No Dare Un Paso Atras (avec Marcos Rodriguez)
- 2007 : Friday Night (avec Josepo)
- 2007 : Juan Magan, Victor Magan et Josepo : Big Ben (feat. Lisa Rose)
- 2007 : Never Enough (avec Rivero, Majorkings et Bobby Alexander)
- 2008 : Suck My... (avec Marcos Rodriguez)
- 2008 : Bora Bora (avec Marcos Rodriguez)
- 2008 : Un Momento (avec Inna)
- 2009 : Akordeon de la Vida (feat. Bodytalk)
- 2009 : Asere Music
- 2009 : Una Rosa (Remix by Victor Magan et Jose de Rico)
- 2009 : We Love Asere!
- 2010 : Te Gusta
- 2010 : (Magan Presents) Verano Azul
- 2010 : Mariah
- 2010 : Mariah (You Know I Want You) (feat. Lumidee)
- 2010 : For a Night (feat. Barbara Muñoz)
- 2011 : Get That Ouh
- 2011 : Bailando por Ahí
- 2011 : Chica Latina (avec Salgado)
- 2011 : 2Fly
- 2011 : Bailando por el Mundo (feat. Pitbull et El Cata)
- 2012 : Inevitable
- 2012 : Chica latina
- 2012 : Lady loca
- 2012 : Se Vuelve Loca
- 2012 : Ella No Sigue Modas (avec Don Omar)
- 2012 : No Sigue Modas
- 2012 : Bailando por Ahi
- 2012 : Tu y Yo
- 2013 : Mal de amores
- 2013 : Bandera Al Viento (avec Dario)
- 2013 : Si No Te Quisiera
- 2013 : Te Voy a Esperar
- 2013 : Como el Viento (avec Farruko)
- 2014 : Tentándome (avec Maffio)
- 2014 : Falling In Love (avec Zion y Lennox).
- 2015 : Vuelve (avec Paulina Rubio, DCS)
- 2015 : Vuelve (avec Wisin)
- 2015 : He Llorado (avec Gente de Zona)
- 2016 : Baila conmigo (avec Luciana)
- 2016 : Soy Un Don
- 2016 : Quiero Que Sepas
- 2016 : Love Me (avec Tara McDonald, Urband 5)
- 2017 : Sígueme Bailando
- 2017 : Rápido, Brusco, Violento
- 2017 : Destápalo (avec Bouchra)
- 2017 : Vuelve Conmigo (avec Rangel)
- 2017 : Déjate Llevar (avec  Belinda, Manuel Turizo, Snova y B-Case)
- 2018 : Usted
- 2018 : Echa Pa Aca
- 2018 : Idiota
- 2018 : Le Encanta
- 2018 : Se Vive Mejor (avec Antonio José)
- 2018 : Echa Pa Aca (avec Pitbull, Rich the Kid, RJ Word)
- 2018 : Escondidos
- 2018 : Maleanta
- 2018 : Muñequita Linda (avec Deorro, MAKJ, YFN Lucci)
- 2019 : Ni la Hora (avec Ana Guerra)
- 2019 : Claro que si (avec Mohombi, Yasiris, Hyenas)
- 2019 : Internacional (avec CeeLo Green, Andre' Truth)
- 2019 : Sobrenatural (avec Álvaro Soler, Marielle Hazlo)
- 2019 : Ahora Me Toca (avec Ana Mena, Rangel, Yago Roche)
- 2019 : Lo Que Tenía (avec Shaira)
- 2020 : Madrid X Marbella (feat. Belinda)
- 2020 : Cucu (feat. Lennis Rodriguez)
- 2020 : Del Amor Al Odio (avec Joey Montana, Elisama)
- 2020 : No Vuelvas (avec Naiza)
- 2020 : Amigos (avec Mariah Angeliq, Yera)
- 2021 : Dónde Estás
- 2021 : Página
- 2021 : Mientes (avec La Ross Maria)
- 2023 : 12:34 (avec Guaynaa, Fresh Kid cue)

### Participations
- 2009: Yolanda (tú no) (Avec Irmãos Verdades)
- 2010 : Paulina Rubio : Algo de ti (Remix Urban / Remix Dance) (feat. Juan Magan)
- 2011 : Dero et Robbie Rivera - Oh Baby (feat. Juan Magan)
- 2011 : Ruby : Get High (Remixes) (feat. Juan Magan)
- 2011 : Crossfire et Juan Magan : Lady Loca
- 2011 : Inna : Un momento (feat. Juan Magan)
- 2011 : Javi Mula : Kingsize Heart (feat. Juan Magan)
- 2011 : Marsal Ventura et Surrender DJs Some Love 2.0 (feat. Medussa et Juan Magan)
- 2011 : Carlos Baute : Amarte bien (feat. Juan Magan)
- 2011 : Not the One (avec Luis Lopez, Barbara Muñoz)
- 2011 : Dcs feat. Juan Magan : Angelito sin Alas
- 2013 : Be My Lover (avec Inna)
- 2014 : Love et Party (avec Joey Montana)
- 2015 : Noche Y De Dia (avec Enrique Iglesias, Yandel)
- 2015 : 18 años (avec Danny Romero)
- 2015 : Por Fin Te Encontré (avec Cali y El Dandee, Sebastián Yatra)
- 2017 : Hum (avec Sweet California)
- 2017 : Bum Bum Tam Tam (avec MC Fioti feat. Future, J Balvin, Stefflon Don)
- 2018 : Sólo Contigo (feat. Topic et Lena)
- 2019 : Desde hace tiempo (feat. David Marley)
- 2019 : Cuando zarpa el amor (avec Camela)
- 2019 : Every Day All Day (avec Nelson Freitas)
- 2019 : Y Si Te Beso, Qué? (avec Borja Rubio)
- 2019 : Si Te Atreves (avec Don Omar)
- 2019 : Diablo (avec Ilira)
- 2019 : Bésame (avec David Bisbal)
- 2019 : Solo Quiero (Somebody to Love) (From Songland) (avec Leona Lewis, Cali y El Dandee, Juan Magán)
- 2019 : Sin Ti (avec Axel Muñiz, Maite Perroni)
- 2019 : Fuera De Mi Mente (avec Lérica)
- 2020 : Dama y vagabundo (avec Nyno Vargas)
- 2020 : Lollipop (avec NK)
- 2020 : Fue Sin Querer (avec Omar Montes, Josele Junior)
- 2020 : Rueda Remix (avec Chimbala, Omar Montes, PV Aparataje)
- 2020 : Una Canción Así (Remix) (avec Kalimba, Akapellah)
- 2020 : Salvaje (avec Castro Gabbana)
- 2020 : El Hipo (avec Danny Romero)
- 2020 : Esa Carita (avec María Isabel)
- 2020 : Y Se Dio (avec Raymix)
- 2020 : Tú Me Deseas (avec Jose de Rico)
- 2020 : Se Prendió (avec Nio Garcia, Casper Mágico, Snow)
- 2020 : El Amor Es Una Moda (avec Alcover, Don Omar)
- 2020 : Que Me Importa a Mi (avec Chimbala)
- 2021 : Anda Suelta (avec Chema Rivas)
- 2021 : Tú Me Pones a Pecar (avec Ninel Conde)